# Amegilla malaccensis
Amegilla malaccensis är en biart som först beskrevs av Heinrich Friese 1918.  Amegilla malaccensis ingår i släktet Amegilla och familjen långtungebin. Inga underarter finns listade i Catalogue of Life.